# Анастасія Блайвас
Анастасія Блайвас (нім. Anastasia Blayvas; нар. 13 січня 2001, Галле (Саксонія-Ангальт), Саксонія-Ангальт) — німецька борчиня вільного стилю, бронзова призерка чемпіонату світу, бронзова призерка чемпіонату Європи, багаторазова призерка чемпіонатів світу та Європи у молодших вікових групах, бронзова призерка Літніх юнацьких Олімпійських ігор, учасниця Олімпійських ігор.

## Життєпис
Виступає за спортивний клуб «KFC» Лейпциг.

## Спортивні результати на міжнародних змаганнях

### Виступи на Олімпіадах
| Змагання                    | Збірна    | Вагова категорія          | Місце |
| --------------------------- | --------- | ------------------------- | ----- |
| Літні Олімпійські ігри 2024 | Німеччина | жіноча боротьба, до 50 кг | 10    |

### Виступи на Чемпіонатах світу
| Змагання                        | Збірна    | Вагова категорія          | Місце  |
| ------------------------------- | --------- | ------------------------- | ------ |
| Чемпіонат світу з боротьби 2023 | Німеччина | жіноча боротьба, до 55 кг | Бронза |

### Виступи на Чемпіонатах Європи
| Змагання                         | Збірна    | Вагова категорія          | Місце  |
| -------------------------------- | --------- | ------------------------- | ------ |
| Чемпіонат Європи з боротьби 2022 | Німеччина | жіноча боротьба, до 55 кг | 5      |
| Чемпіонат Європи з боротьби 2023 | Німеччина | жіноча боротьба, до 53 кг | 8      |
| Чемпіонат Європи з боротьби 2024 | Німеччина | жіноча боротьба, до 55 кг | Бронза |

### Виступи на інших змаганнях
| Змагання                                                      | Збірна    | Вагова категорія          | Місце  |
| ------------------------------------------------------------- | --------- | ------------------------- | ------ |
| Flatz Open 2019                                               | Німеччина | жіноча боротьба, до 55 кг | 8      |
| Гран-прі Німеччини з боротьби 2019                            | Німеччина | жіноча боротьба, до 55 кг | Срібло |
| Турнір Дана Колова — Николи Петрова 2022                      | Німеччина | жіноча боротьба, до 53 кг | Бронза |
| Гран-прі Франції Анрі Деглана 2023                            | Німеччина | жіноча боротьба, до 53 кг | Золото |
| Турнір Ібрагіма Мустафи 2023                                  | Німеччина | жіноча боротьба, до 53 кг | 5      |
| Меморіал Імре Поляка та Яноша Варги 2023                      | Німеччина | жіноча боротьба, до 53 кг | 13     |
| Відкритий чемпіонат Польщі з боротьби 2023                    | Німеччина | жіноча боротьба, до 53 кг | 8      |
| Відкритий чемпіонат Загреба з боротьби 2024                   | Німеччина | жіноча боротьба, до 53 кг | 7      |
| Олімпійський кваліфікаційний турнір з боротьби 2023 (Баку)    | Німеччина | жіноча боротьба, до 50 кг | Бронза |
| Олімпійський кваліфікаційний турнір з боротьби 2023 (Стамбул) | Німеччина | жіноча боротьба, до 50 кг | Золото |

### Виступи на змаганнях молодших вікових груп
| Змагання                                       | Збірна    | Вагова категорія          | Місце  |
| ---------------------------------------------- | --------- | ------------------------- | ------ |
| Чемпіонат Європи з боротьби серед кадетів 2016 | Німеччина | жіноча боротьба, до 52 кг | 8      |
| Чемпіонат Європи з боротьби серед кадетів 2017 | Німеччина | жіноча боротьба, до 56 кг | 5      |
| Чемпіонат світу з боротьби серед кадетів 2017  | Німеччина | жіноча боротьба, до 56 кг | Бронза |
| Чемпіонат Європи з боротьби серед кадетів 2018 | Німеччина | жіноча боротьба, до 57 кг | Бронза |
| Чемпіонат світу з боротьби серед кадетів 2018  | Німеччина | жіноча боротьба, до 57 кг | 12     |
| Літні юнацькі Олімпійські ігри 2018            | Німеччина | жіноча боротьба, до 57 кг | Бронза |
| Чемпіонат Європи з боротьби серед юніорів 2019 | Німеччина | жіноча боротьба, до 55 кг | 11     |
| Чемпіонат світу з боротьби серед юніорів 2019  | Німеччина | жіноча боротьба, до 55 кг | 5      |
| Чемпіонат Європи з боротьби серед юніорів 2021 | Німеччина | жіноча боротьба, до 53 кг | Бронза |
| Чемпіонат Європи з боротьби серед молоді 2021  | Німеччина | жіноча боротьба, до 53 кг | 9      |
| Чемпіонат Європи з боротьби серед молоді 2022  | Німеччина | жіноча боротьба, до 53 кг | Срібло |
| Чемпіонат світу з боротьби серед молоді 2022   | Німеччина | жіноча боротьба, до 53 кг | Бронза |
| Чемпіонат Європи з боротьби серед молоді 2023  | Німеччина | жіноча боротьба, до 53 кг | Бронза |